# Кріс Сойєр
Кріс Сойєр (27 жовтня 1967 , Стерлінг, Велика Британія ) — шотландський розробник комп'ютерних ігор. Автор Transport Tycoon і серії ігор RollerCoaster Tycoon.

## Біографія
Народився 1 січня 1961 році у місті Данді. Вчився в університеті Стратклайд, що у Глазгові. Свої перші ігри він розробляв на машинному коді Z80 для домашніх комп'ютерів Memotech MTX і Amstrad CPC у 1983 році. Деякі з них опубліковані Ariolasoft, Sepulcri Scelerati й Ziggurat.

Логотип з сайту Кріса Сойєра.

Перший економічний симулятор Кріса, це Transport Tycoon, що у 1994 році був опублікований компанією Microprose. Дещо пізніше гра стала класикою економічних стратегій, й швидко популяризувалася. Через рік виходить розширена версія Transport Tycoon Deluxe, і Кріс береться за розробку продовження. Через нетривалий час Сойєр зацікавився американськими гірками прочитавши «White Knuckle Ride», через неї й була змінена ідея нової гри. Це була RollerCoaster Tycoon, для неї був використаний програмний код Transport Tycoon 2, перепрацьований під нову гру. Після її виходу у 1999 році, Кріс почав розробку сиквела Transport Tycoon, але знову відклав проєкт для створення RollerCoaster Tycoon 2. Усе ж йому вдалося зробити продовження, у 2004 році воно вийшло під назвою Chris Sawyer's Locomotion. Працював консультантом під час виробництва RollerCoaster Tycoon 3.
Кріс Сойєр працював над RollerCoaster Tycoon на асамблері один. Йому допомагали тільки художник Саймон Фостер і композитор Аллистер Бримбл.
У 2006 році Кріс подав судовий позов до Atari вважаючи, що компанія не доплатила йому $4,8 млн з продажів RollerCoaster Tycoon. Всього серія принесла видавцям $180 млн з яких Сойєру вже було перераховано $30 млн.

## Ігри
- Transport Tycoon
- Transport Tycoon Deluxe
- RollerCoaster Tycoon
- RollerCoaster Tycoon 2
- Chris Sawyer's Locomotion